# Прокопенко, Георгий Яковлевич
Гео́ргий Я́ковлевич Прокопе́нко (укр. Георгій Якович Прокопенко; 21 февраля 1937, Кобеляки, Харьковская область — 5 мая 2021, Львов) — советский пловец, серебряный призёр Олимпийских игр 1964 года в Токио. Участник двух летних Олимпиад: 1960 и 1964. Чемпион Европы в плавании на 200 м брассом (1962 год) и двукратный победитель чемпионата Европы 1966 года, многократный экс-рекордсмен мира. Заслуженный мастер спорта СССР (1963).
Изобрёл современный вид техники плавания брассом с «поздним» вдохом. Пятикратный чемпион и многократный рекордсмен СССР. Выступал 13 лет в составе сборной СССР.
4-кратный рекордсмен мира (1964 год) в плавании брассом на 100 м (2 раза), на 220 ярдов и в комбинированной эстафете (брассом) 4×110 ярдов. 11-кратный рекордсмен Европы (1962—1964 года) в плавании на 100 и 200 метров брассом и в комбинированной эстафете 4×100 м (брассом). Награждён медалью «За трудовую доблесть».

## Биография
Родился 21 февраля 1937 года в городе Кобеляки Полтавской области.
В 1946 году после войны переехал с семьей во Львов. В 1951 году начал заниматься плаванием. Тренировался под руководством Александра Ткаченко.
Учился сначала в техникуме связи, а в 1959 году окончил Львовский государственный университет физической культуры.
В 1958 году победил в Баку на 200 метров. В 1960 году впервые стал чемпионом СССР, что дало право поехать на Олимпийские игры в Рим, где он оказался на десятом месте на дистанции 200 метров брассом, не сумев пробиться в финал.
В 1964 году он дважды улучшал мировое достижение на 100 метров брассом, отобрав его у знаменитого американского пловца Честера Джастремски, рекорд которого на этой дистанции держался с 1961 года. В этом же году завоевал серебряную медаль на Олимпийских играх в Токио на дистанции 200 м брассом. В финале Прокопенко проплыл за 2:28,2 (повторение мирового рекорда Джастремски), но уступил 0,4 сек австралийцу Иану О’Брайену, установившему новый мировой рекорд. Прокопенко также выступал в финале комбинированной эстафеты 4×100 м, показав лучшее время на своём этапе (на 1,3 сек быстрее О’Брайена), но партнёры по сборной выступили слабее, и команда СССР заняла в итоге 4-е место (после США, Германии и Австралии). На Играх в Токио Прокопенко стал единственным советским спорстменом, завоевавшим медаль в мужском плавании.
В 1966 году на чемпионате Европы в голландском Утрехте Прокопенко выиграл две золотые медали: на дистанции 200 м брассом опередил Александра Тутакаева, а также выиграл комбинированную эстафету 4×100 м в составе сборной СССР, подтверждая тем самым свою репутацию лучшего брассиста континента.
В 1971 году закончил выступления в большом спорте.
Три года работал в львовском спортивном обществе «Динамо» директором школы плавания.
Работал тренером, преподавателем в институте физкультуры, а затем более 30 лет на кафедре физвоспитания Национального университета им. Ивана Франко.
В 50 лет принял участие в первенстве среди вузов Львовской области — выиграл две дистанции.
Был женат, увлекался водным туризмом.